# آبشار موریس
آبشار موریس (به لاتین: Murrays Fall) یک آبشار در گویان است که در تاکوتو بالا- اسیکوییبو بالا واقع شده‌است.